# 東京大学本源氏物語
東京大学本源氏物語（とうきょうだいがくほんげんじものがたり）は、源氏物語の写本。現在東京大学の所蔵になっていることからこのように呼ばれる。「東大本（源氏物語）」と呼ばれることもある。

## 概要
現在本写本は東京大学総合図書館青州文庫の所蔵になっている。室町中期の書写と見られる54帖の揃い本であり、全巻同一の筆者による一筆本である。東京大学総合図書館所蔵『源氏物語』 としてデジタルアーカイブで公開されており、IIIF対応の画像を閲覧することができる。

## 本文系統
池田亀鑑は源氏物語大成研究（資料）編において「「空蝉」、「紅葉賀」、「関屋」、「絵合」、「松風」、「初音」、「蛍」、「篝火」、「椎本」が河内本系、「澪標」、「朝顔」、「藤袴」、「幻」、「匂宮」が別本系、他の40の巻が青表紙本系にあたる」としており、伊藤鉃也は「別本とすべき巻に「初音」、「御法」が加わり、「篝火」、「行幸」、「柏木」、「鈴虫」、「紅梅」に青表紙本にも河内本にも無い語句が見られる」としている。
本文については「澪標」、「朝顔」などで特に保坂本との近似が指摘されている。

## 影印本・翻刻本
本写本単独での影印本や翻刻本は刊行されていないが、浮舟帖1帖のみが本写本に近い本文を持つとされる保坂本の影印本において「保坂本に欠けている浮舟帖を補う」形で『保坂本源氏物語 別冊1 浮舟（東京大学本）』として刊行されている。

## 校本への採用
- 『校異源氏物語』および『源氏物語大成校異編』への採用は無い（ただし『源氏物語大成研究（資料）編』には本写本についての解説があり、また本写本の紅葉賀、澪標、藤袴の写真が掲載されている。）。
- 『源氏物語別本集成』には、澪標、朝顔、初音、篝火、行幸、藤袴、柏木、鈴虫、御法、幻、匂宮、紅梅の12帖について、写本記号「東」、「東大本（東京大学附属図書館蔵）」としてその校異が収録されている。

## そのほかの東京大学本源氏物語
東京大学には上記の写本のほかに、尾州家本源氏物語の各巻巻頭のみを書写した「東大本」があり、1921年（大正10年）の山脇毅による「平瀬本源氏物語」の発見の際、本文が河内本であることを判断する基準として河海抄などの注釈書に引用された河内本の本文と共にこの「東大本」との照合が行われた。